# Aslanbek Chuštov
Aslanbek Vitaljevič Chuštov (* 1. července 1980) je bývalý ruský zápasník – klasik kabardské národnosti, olympijský vítěz z roku 2008.

## Sportovní kariéra
Zápasení se věnoval od svých 13 let v Nalčiku. Na zápas řecko-římský se specializoval v Kislovodsku až ve 22 letech pod vedením Gennadije Sapunova. Vrcholově se připravoval v armádním tréninkovém centru v Krasnojarsku pod vedením Michaila Gamzina. Jeho osobním trenérem byl Anzor Kardanov. V ruské mužské reprezentaci se prosazoval do roku 2005 v těžké váze do 96 kg. V roce 2008 uspěl v ruské olympijské nominaci pro účast na olympijských hrách v Pekingu. Do Pekingu přijel ve výborné formě. V semifinále porazil na lopatky Čecha Marka Švece a finále nedal šanci ke skórování Němci Mirko Englichovi. V turnaji neztratil jediný bod a získal zlatou olympijskou medaili. Sportovní kariéru ukončil v roce 2012 potom co prohrál v ruské olympijské nominaci účast na olympijských hrách v Londýně s osetem Rustamem Totrovem. Věnuje se funkcionářské práci v oblasti sportu.

## Výsledky
| Turnaj             | 2006 | 2007 | 2008 | 2009 | 2010 |
| Turnaj             | 26   | 27   | 28   | 29   | 30   |
| Turnaj             | -96  | -96  | -96  | -96  | -96  |
| ------------------ | ---- | ---- | ---- | ---- | ---- |
| Olympijské hry     |      |      | 1.   |      |      |
| Mistrovství světa  | úč.  | —    |      | 3.   | 3.   |
| Mistrovství Evropy | —    | —    | 1.   | 1.   | 1.   |